# Atomotrônica
A atomotrônica é um campo da ciência, engenharia e tecnologia que lida com a criação de análogos atômicos de dispositivos e circuitos eletrônicos. A atomotrônica é uma tecnologia emergente que oferece uma ampla gama de aplicações.

## Teoria
Quando super-resfriados para formar condensados de Bose-Einstein, os átomos posicionados em um retículo ótico pode originar estados análogos aos elétrons em meios meios cristalinos sólidos como os semicondutores. A adição de dopantes permite a criação de estados análogos aos semicondutores dos tipos n e p, e uma bateria atomotrônica pode ser criada mantendo dois contatos em diferentes potenciais químicos.  Análogos de diodos e transistores também têm sido demonstrados teoricamente.

## Aplicação
Os dispositivos atomocrônicos ainda se encontram em fase experimental, e para o futuro, as propriedades de átomos condensados oferecem uma variedade de aplicações possíveis. O uso de átomos a baixíssimas temperaturas permite elementos de circuitos que possibilita um fluxo coerente de informações e pode ser útil na conexão de dispositivos eletrônicos clássicos em um computador quântico. O uso da atomotrônica pode permitir que computadores quânticos trabalhem em escalas macroscópicas sem requerer a precisão tecnológica de métodos computacionais iônicos a laser.  Como os átomos se encontram no estado de condensado de Bose-Einstein, eles possuem a propriedade da superfluidez, e portanto fluem sem resistência sem que qualquer energia ou calor seja perdido, similar aos dispositicos eletrônicos supercondutores. O vasto conhecimento dos eletrônicos pode ser aproveitado para a adaptação a circuitos atomotrônicos ultrafrios. A atomotrônica não pode substituir a eletrônica devido à lentidão relativa dos átomos.